# Social business
 (février 2022).
La mise en forme du texte ne suit pas les recommandations de Wikipédia : il faut le « wikifier ».
Les points d'amélioration suivants sont les cas les plus fréquents. Le détail des points à revoir est peut-être précisé sur la page de discussion.
- Les titres sont pré-formatés par le logiciel. Ils ne sont ni en capitales, ni en gras.
- Le texte ne doit pas être écrit en capitales (les noms de famille non plus), ni en gras, ni en italique, ni en « petit »…
- Le gras n'est utilisé que pour surligner le titre de l'article dans l'introduction, une seule fois.
- L'italique est rarement utilisé : mots en langue étrangère, titres d'œuvres, noms de bateaux, etc.
- Les citations ne sont pas en italique mais en corps de texte normal. Elles sont entourées par des guillemets français : « et ».
- Les listes à puces sont à éviter, des paragraphes rédigés étant largement préférés. Les tableaux sont à réserver à la présentation de données structurées (résultats, etc.).
- Les appels de note de bas de page (petits chiffres en exposant, introduits par l'outil «  Source ») sont à placer entre la fin de phrase et le point final[comme ça].
- Les liens internes (vers d'autres articles de Wikipédia) sont à choisir avec parcimonie. Créez des liens vers des articles approfondissant le sujet. Les termes génériques sans rapport avec le sujet sont à éviter, ainsi que les répétitions de liens vers un même terme.
- Les liens externes sont à placer uniquement dans une section « Liens externes », à la fin de l'article. Ces liens sont à choisir avec parcimonie suivant les règles définies. Si un lien sert de source à l'article, son insertion dans le texte est à faire par les notes de bas de page.
- La présentation des références doit suivre les conventions bibliographiques. Il est recommandé d'utiliser les modèles {{Ouvrage}}, {{Chapitre}}, {{Article}}, {{Lien web}} et/ou {{Bibliographie}}. Le mode d'édition visuel peut mettre en forme automatiquement les références.
- Insérer une infobox (cadre d'informations à droite) n'est pas obligatoire pour parachever la mise en page.

Pour une aide détaillée, merci de consulter Aide:Wikification.
Si vous pensez que ces points ont été résolus, vous pouvez retirer ce bandeau et améliorer la mise en forme d'un autre article.
Le social business est une nouvelle forme d'économie qui repose à la fois sur des valeurs, une volonté d’agir pour les mettre en application et une logique économique solide. Apparue dans les années 1990, elle est définie par le prix Nobel de la Paix Muhammad Yunus comme une entreprise,: 
- créée et conçue pour répondre à un problème social ciblé
- produisant ni perte ni dividende: l'entreprise doit être financièrement autonome (ne pas dépendre de subventions ou donations). De plus, les profits sont réinvestis pour répondre au problème social.

Muhammad Yunus a lui-même fondé le fonds de capital-risque sans but lucratif Yunus Social Business, qui convertit les dons philanthropiques en investissements dans des entreprises sociales durables.
Sans changer radicalement le système, il veut rendre l’économie plus efficace pour réduire la pauvreté en mettant les mécanismes existants au service d’objectifs sociaux et environnementaux.
De nombreux entrepreneurs sociaux portent aujourd’hui des projets novateurs, afin de mettre leur expérience et toutes leurs compétences au service de l’intérêt général
Complémentaire à l'action publique, le social business, multiplie les initiatives à travers le monde qui tendent à devenir des instruments efficaces. Ces entreprises responsables créent une dynamique positive, en développant de nouveaux business models, elles explorent des marchés innovants en France, comme à l’étranger.
Les entrepreneurs sociaux sont, selon le site d'Ashoka « des individus qui apportent des solutions innovantes aux problèmes sociaux les plus pressants. Ils sont ambitieux et persévérants, s’occupent des questions sociales majeures et offrent de nouvelles idées pour des changements de grande échelle ».

## Les sept principes du social business
Pour Yunus, le social business, une alternative à la charité traductionnelle pour lutter contre la pauvreté dans le monde, repose sur sept principes: 
- l'objectif de l'entreprise est de vaincre la pauvreté ou d'autres problèmes sociaux et non de maximiser le profit.
- l'entreprise assure sa viabilité financière et économique.
- les investisseurs récupèrent leur investissement, mais aucun dividende n'est distribué.
- lorsque les investissements sont remboursés, les profits demeurent dans l'entreprise pour le développement de celle-ci.
- l'entreprise est respectueuse de l'environnement.
- les employés reçoivent des salaires du marché avec des conditions de travail supérieures à la moyenne.
- faire cela dans la joie.